# Mikó-vár

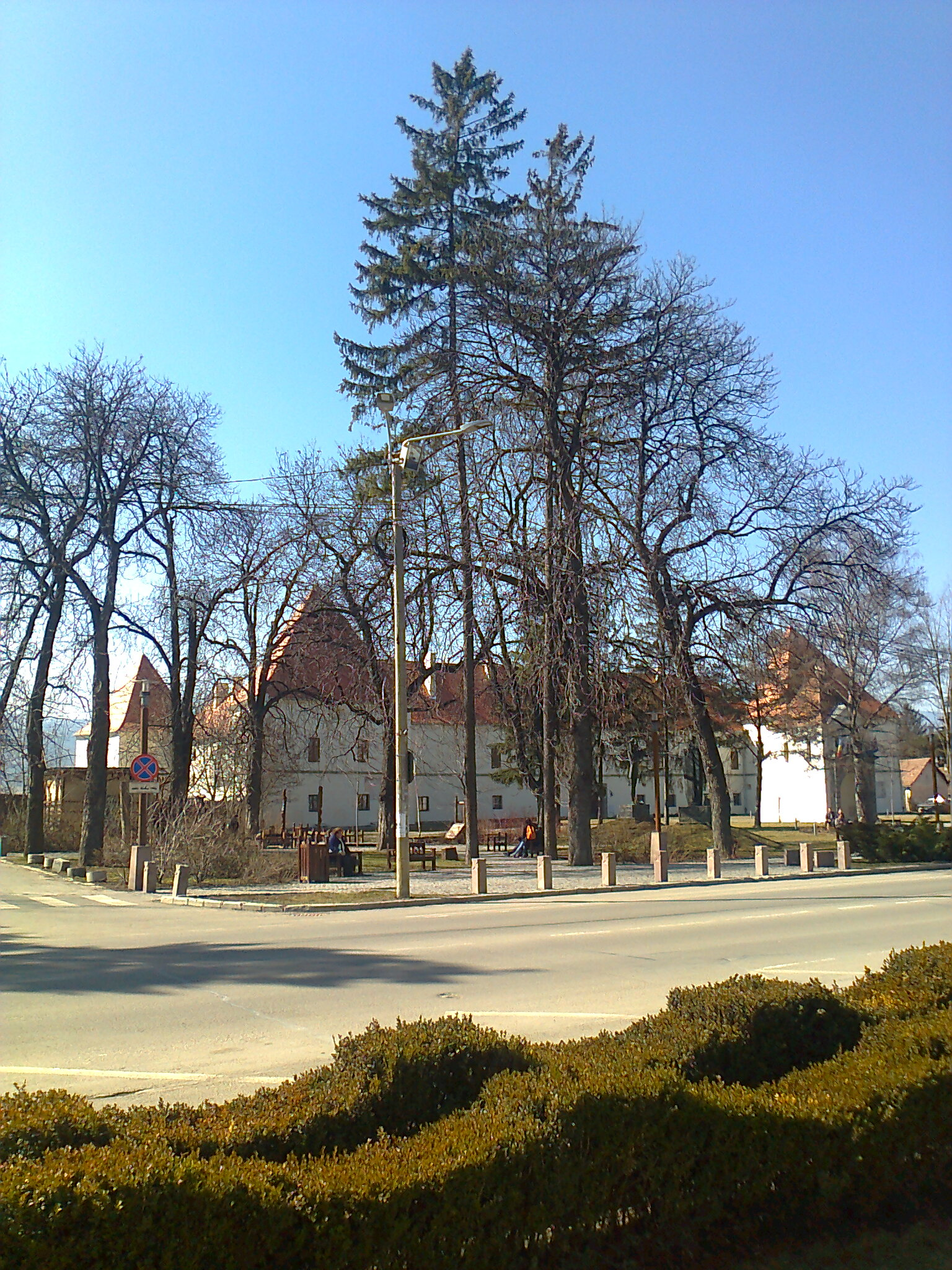

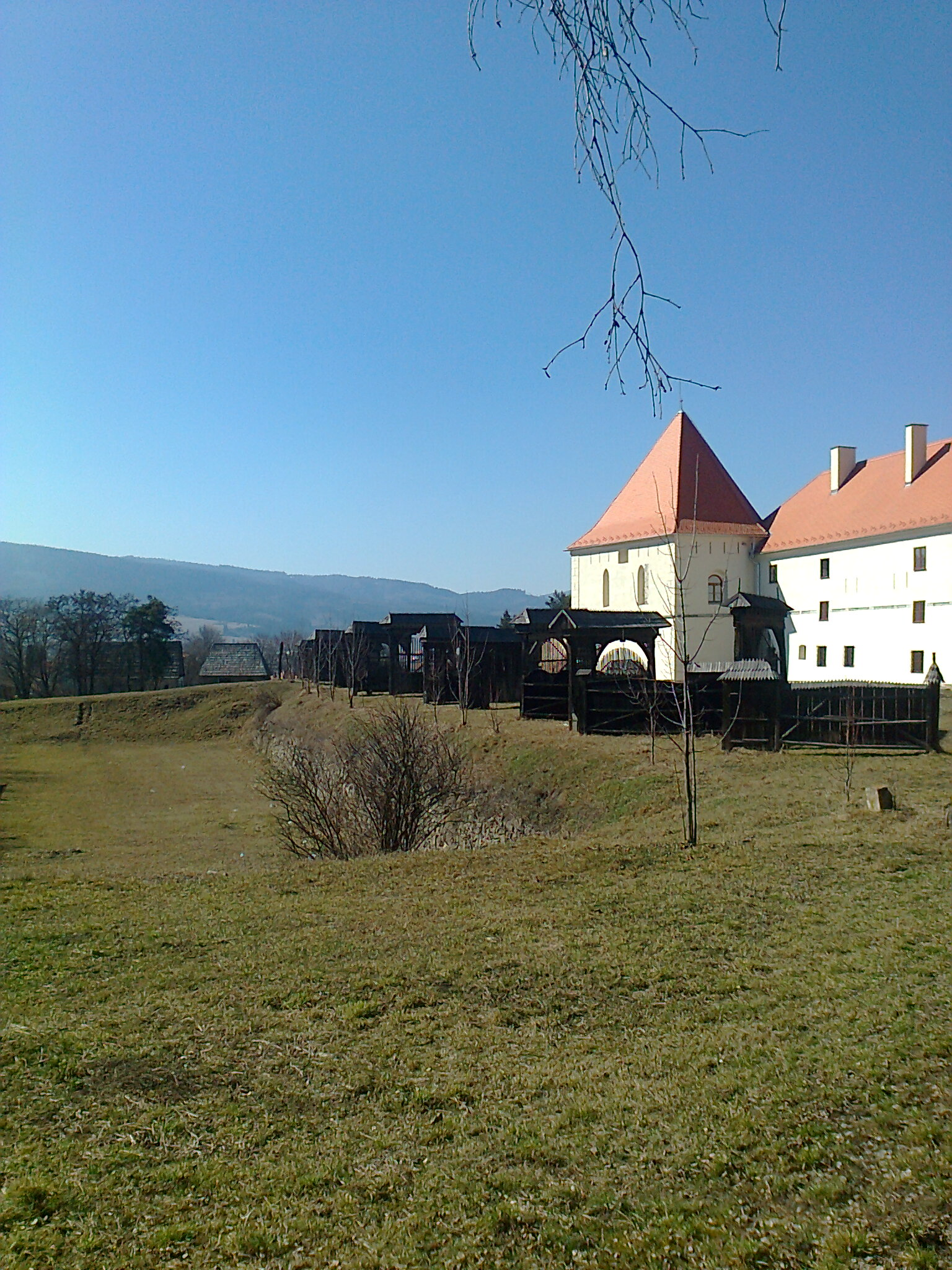
Kiállított székelykapuk a vár mellett

A Mikó-vár (egyéb nevein Mikóújvár, Mikó vára, Szeredavár, Csíkszeredai vár; románul: Cetatea Mikó) késő reneszánsz kori, szabályos alaprajzú ó-olaszbástyás várkastély, Csíkszereda egyik legfontosabb nevezetessége. Építője neve után Mikó-várnak, vagy ahogyan a korabeli dokumentumokban megjelenik, Mikóújvárnak nevezték.
A várárok maradványaival együtt műemlékként van nyilvántartva.

## Fekvése
Az 1891-ben Csíkszereda városához kapcsolt Martonfalván található, a város középkeleti részén. Több irányból közelíthető meg: a Petőfi Sándor utca, a Dózsa György utca és a Nicolae Bălcescu utca felől. A Vár tér 2. szám alatt található.

## Története

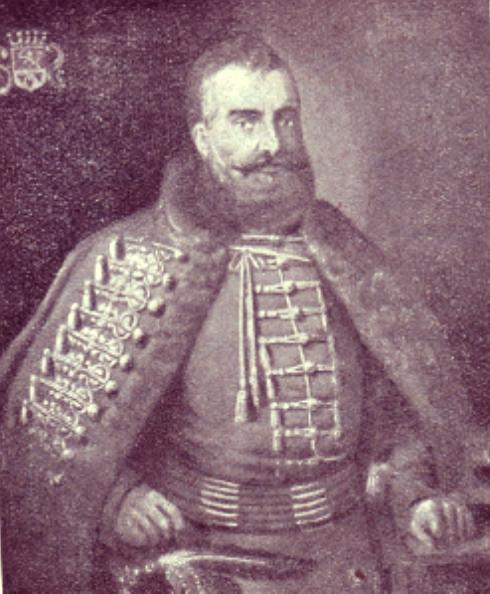
Hidvégi Mikó Ferenc, a vár tulajdonosa, Csík-, Gyergyó- és Kászonszék főkapitánya

### Az építés
A vár építését 1623 tavaszán kezdték el, tíz évvel azután, hogy tulajdonosa, Hidvégi Mikó Ferenc (1585–1635) Csík-, Gyergyó- és Kászonszék főkapitánya lett. Mikó Ferenc a 17. század eleji erdélyi politikai élet kiemelkedő egyénisége, az említett funkciója mellett Bethlen Gábor fejedelem bizalmas tanácsosa, diplomata és krónikaíró volt.
Az épület tervezője valószínűleg Giacomo Resti, a fejedelem építésze volt.
A mintegy 75x70 m alapterületű, négyszögletes főúri kastély építését valószínűleg a 17. század harmincas éveiben fejezték be. Az első írásos dokumentum, mely igazolja a vár létezését, egy 1631-ből származó deliberátum. Mikó Bethlen Gábortól kapta ajándékba a „szeredai fejedelmi jószágot” és egyben engedélyt a vár felépítésére, de halála után közvetlenül (1635) fiát, Józsefet azért fogta perbe martonfalvi Pánczélos István és Balázs, mert atyja kárpótlás nélkül sajátította ki földjeiket a vár építésekor. Az örökös korai halála után özvegye, Macskási Ilona másodszor is férjhez ment, s így a vár hosszabb ideig az alsócsernátoni Damokos család sarja, ifjabb Damokos Tamás csíkszéki főkirálybíró kezében volt. 1661. október 21-én Ali temesvári pasa török és tatár csapatai betörtek Csíkba, a várat elfoglalták és felégették.

### A18.és a19. század

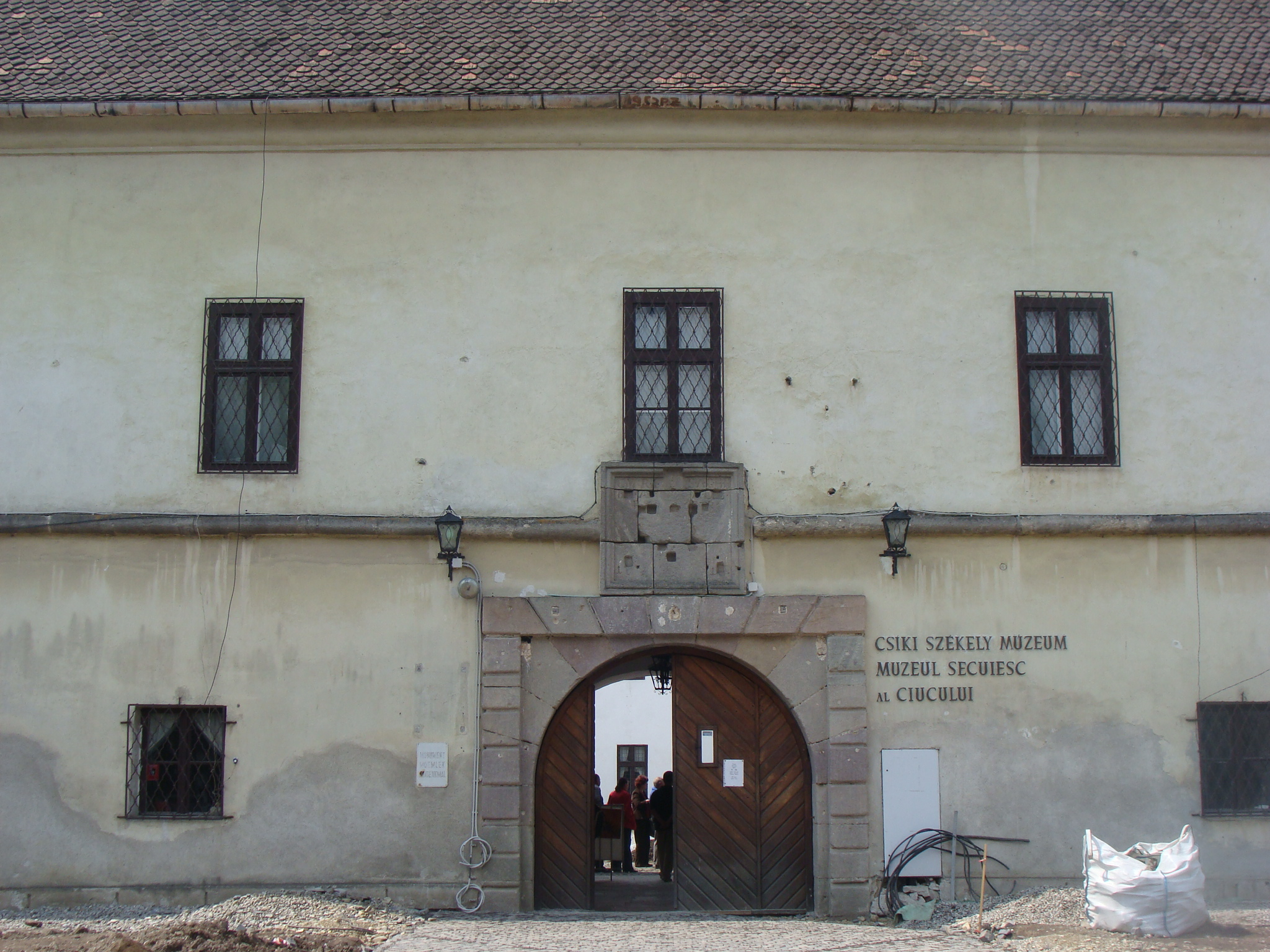
A bejárat

A vár újjáépítésére 1714-1716 között került sor gróf Steinwille Stephan császári tábornok vezetése alatt, amit a bejárati kapu fölött elhelyezett, kőbevésett felirat is igazol. 1735-ben Johann Conrad von Weiss osztrák mérnökkari ezredes elkészítette a várkastély alaprajzát, mely a vártörténet fontos dokumentuma. Az újjáépített vár köré négy új olaszbástyás külső védőövet terveztek, melynek maradványai ma is láthatók a déli oldalon. Az osztrákok a kastély délnyugati oldalához egy szögletes kis lőporraktárat építettek és a déli bástyát kápolnává alakították át. A kápolnamennyezetet szerény, késő barokk stukkó díszíti, ablakainak gótikus formája későbbi átalakítás eredménye. A bástyák földszinti helyiségeit dongaboltozatok fedik, homlokfalaikon két-két ablaktengely található, főpárkányuk fölött pedig magas és keskeny, négyszögletes lőrések sorakoznak. Az így megerősített vár a Habsburg Birodalom keleti védelmi vonalában játszott szerepet.
1764-ig, a székely határőrség erőszakos megszervezéséig a császári csapatok laktanyája, ettől kezdve 1849-ig az első székely gyalogezred táborkarának székhelye. Az 1848–49-es forradalom és szabadságharc idején itt volt Gál Sándor hadiszállása. A szabadságharc leverése után is katonai hatóságok birtokolták a várat. 1890-ben a kapubástya oldalához egy-egy épületszárnyat építettek, melyeket 1990-ben bontottak le. Az 1880-as években fokozatosan feltöltötték a vársáncot.

### Régebbi funkciói és jelene
Rövid időközöket leszámítva – amikor különböző intézmények és hivatalok működtek a várban – egészen a 20. század közepéig a katonaság használta a várat. 1970-ben, nagyméretű restaurálás után itt kapott helyet az 1930-ban alapított Csíki Székely Múzeum. Az 1970-es évektől 2012-ig a Kájoni János Megyei Könyvtár egyes részlegei kaptak itt helyet.
Jelenleg a Csíki Székely Múzeum található az épületben. Az utóbbi években a vár udvarán tartják a minden évben megrendezett Csíkszeredai Régizene Fesztivált.
2009-ben a vár előtti teret, a Vár teret felújították. 2011 januárjában Kelemen Hunor akkori kulturális és örökségvédelmi miniszter bejelentette, hogy 2012 végéig teljes mértékben felújíthatják a Mikó-várat.